# Graveyard Shift
Graveyard Shift (с англ. — «Ночная смена») — четвёртый студийный альбом американской метал-группы Motionless in White, выпущенный 5 мая 2017 года. Является последним альбомом группы, в записи которого участвовали бас-гитарист Девин «Ghost» Сола и клавишник Джош Болз.

## Выпуск
Вокалист Крис «Motionless» Черулли заявлял, что новый альбом группы будет издан не на Fearless Records. 23 июня 2016 года группа выпустила заглавный сингл «570» с грядущего альбома, который выйдет на лейбле Roadrunner Records. 31 октября Roadrunner Records сообщил, что альбом будет называться Graveyard Shift. Также группа устроила для своих поклонников конкурс на лучшую обложку альбома.
26 января 2017 года группа выпустила второй сингл с альбома — «Eternally Yours». На следующий день стало известно, что Graveyard Shift выйдет 5 мая.
3 марта группа обнародовала официальную обложку альбома, созданную Кристал Джонсон, а также список композиций. Затем был выпущен третий сингл «LOUD (Fuck It)» вместе с видеоклипом. 30 апреля, за несколько дней до выпуска альбома, вышел четвёртый сингл «Rats».

## Отзывы критиков
| Совокупная оценка | Совокупная оценка |
| Источник          | Оценка            |
| ----------------- | ----------------- |
| Metacritic        | 82/100            |
| Оценки критиков   |                   |
| Источник          | Оценка            |
| AllMusic          | [ 12 ]            |
| Hard Rock Reviews | 8,8/10            |
| Louder Sound      | [ 14 ]            |
| Metal Injection   | 7/10              |
| Rock Sound        | 7/10              |
| Sputnikmusic      | [ 16 ]            |

Graveyard Shift получил преимущественно положительные отзывы музыкальных критиков. На агрегаторе Metacritic альбом имеет средний балл 82 из 100, основываясь на 4 рецензиях.

## Список композиций
| №                   | Название                                        | Длительность |
| ------------------- | ----------------------------------------------- | ------------ |
| 1.                  | «Rats»                                          | 3:55         |
| 2.                  | «Queen for Queen»                               | 3:22         |
| 3.                  | «Necessary Evil» (при участии Джонатана Дэвиса) | 3:48         |
| 4.                  | «Soft»                                          | 3:30         |
| 5.                  | «Untouchable»                                   | 3:58         |
| 6.                  | «Not My Type: Dead as Fuck 2»                   | 4:22         |
| 7.                  | «The Ladder»                                    | 4:17         |
| 8.                  | «Voices»                                        | 3:44         |
| 9.                  | «LOUD (Fuck It)»                                | 3:42         |
| 10.                 | «570»                                           | 4:31         |
| 11.                 | «Hourglass»                                     | 3:45         |
| 12.                 | «Eternally Yours»                               | 5:12         |
| Общая длительность: | Общая длительность:                             | 48:06        |

| №   | Название                                             | Длительность |
| --- | ---------------------------------------------------- | ------------ |
| 13. | «Eternally Yours» (акустическая версия Рикки Олсона) | 4:26         |

## Участники записи
| Motionless in White - Крис «Motionless» Черулли — вокал, продюсирование - Райан Ситковски — гитара - Рикки «Horror» Олсон — ритм-гитара, бэк-вокал - Девин «Ghost» Сола — бас-гитара, бэк-вокал - Джош Болз — клавишные, бэк-вокал Прочие участники - Том Хейн — барабаны, программирование, композитор - Джонатан Дэвис — гостевой вокал («Necessary Evil») - Стиви Айелло — бэк-вокал («Untouchable»), композитор - Марин Кристин-Аллард — бэк-вокал («Not My Type: Dead as Fuck 2») - Гайапатра — бэк-вокал («Rats», «Not My Type: Dead as Fuck 2», «LOUD (Fuck It)»), композитор - Кайли Зук — дополнительный вокал («The Ladder») | Дополнительный персонал - Дрю Фулк — инжиниринг, продюсер, композитор, бэк-вокал («Rats», «Not My Type: Dead as Fuck 2», «LOUD (Fuck It)») - Джош Строк — инжиниринг, композитор - Джонни Эндрюс, Джош Глюк, Уолли Голд, Сеймур Готтлиб, Герберт Винер, Джошуа Лэндри — композитор - Джефф Данн — инжиниринг - Джош Уилбур — мастеринг, сведение - Пол Суарес — инжиниринг сведения - Мик Кенни — программирование, композитор - Кайл Оделл — программирование - Джон Лусту, Самон Раджабник — барабанный инжиниринг - Ким Шон — менеджмент - Том Тааффе, Мэтт Андерсен — букинг - Дейв Рат — A&R - Джонатан Вайнер — фотография группы - Кристал Джонсон — обложка, фотография - Шон Мошер-Смит — обложка |

## Чарты
| Чарт (2017)                        | Высшая позиция |
| ---------------------------------- | -------------- |
| ARIA Charts                        | 35             |
| Ultratop (Фландрия)                | 126            |
| UK Albums Chart                    | 72             |
| GfK Entertainment Charts           | 88             |
| Canadian Albums Chart              | 83             |
| Recorded Music NZ                  | 6              |
| Billboard 200                      | 27             |
| Top Hard Rock Albums               | 1              |
| Top Rock Albums                    | 5              |
| Schweizer Hitparade                | 99             |
| Scottish Singles and Albums Charts | 47             |